# Rhadinella anachoreta
Rhadinella anachoreta — вид змій родини полозових (Colubridae). Мешкає в Центральній Америці.

## Поширення і екологія
Rhadinella anachoreta відомі за кількома зразками, зібраними на північному сході Гватемали, в департаменті Ісабаль, та на північному заході Гондурасу. Вони живуть у вологих тропічних лісах, трапляються на узліссях. Зустрічаються на висоті від 500 до 1800 м над рівнем моря. Ведуть наземний, переважно денний спосіб життя.